# 195 a. C.
El año 195 a. C. fue un año del calendario romano prejuliano. En el Imperio romano, fue conocido como el año 559 Ab Urbe condita.

## Acontecimientos
- Batalla de Gitión. En el marco de la Guerra contra Nabis, los romanos y sus aliados arrebatan la ciudad de Gitión a los espartanos.
- El Senado romano envía a Catón a la península ibérica[1] con 70.000 hombres, para sofocar la revuelta producida por el abuso de los recaudadores de impuestos.
- M. Porcio Catón reprime la revuelta del valle del Ebro, venciendo en las batallas de Rhode, Emporion y Bergium, y ataca ciudades en la Celtiberia, además de organizar la explotación sistemática de las provincias romanas de Hispania.
- Pretores de Hispania: Publio Manlio (Citerior) y Appio Claudio Nerón (Ulterior).
- Bilistages, régulo de los ilergetes.[2]